# Су-Сити
Су-Сити (англ. Sioux City) — город в округах Вудбери (главный город округа) и Плимут на северо-западе штата Айова, США. Находится на реке Миссури, крупный промышленный и железнодорожный узел. Бо́льшая часть города расположена в округе Вудбери. Су-Сити находится в верховьях судоходного участка реки Миссури. 
Согласно переписи населения 2010 года, в Су-Сити проживало 82 684 жителя (четвёртый по величине город штата).

## История
Название города происходит от названия индейского народа сиу.
В 1920-е годы здесь была большая белорусская диаспора выходцев со Слуцкого уезда, Копыля. Первые переселенцы появились во 2-й половине XIX века.
10 июля 1989 года в городе осуществил жёсткую посадку самолёт McDonnell Douglas DC-10, лишившийся двигателя и гидравлической системы в полёте. В результате катастрофы погибло 111 человек на борту.
Дважды (1961 и 1990) город был награждён премией «All-America City Award» (с англ. — «Всеамериканский город») присуждаемой Национальной гражданской лигой, которую неофициально называют «Нобелевской премией за конструктивное гражданство» и которая выдается за активную гражданскую позицию жителей некорпоративных сообществ Соединённых Штатов в жизни местного самоуправления.

## Климат
| Показатель                    | Янв.  | Фев. | Март | Апр.  | Май  | Июнь | Июль | Авг. | Сен. | Окт. | Нояб. | Дек.  | Год   |
| ----------------------------- | ----- | ---- | ---- | ----- | ---- | ---- | ---- | ---- | ---- | ---- | ----- | ----- | ----- |
| Абсолютный максимум, °C       | 21,6  | 23,8 | 32,7 | 36,6  | 41,1 | 42,2 | 43,8 | 42,2 | 39,4 | 35,5 | 27,7  | 21,6  | 43,8  |
| Средний суточный максимум, °C | −0,8  | 1,6  | 8,6  | 16,7  | 22,7 | 27,8 | 29,7 | 28,5 | 24,5 | 17,3 | 7,9   | 0,0   | 15,4  |
| Средняя температура, °C       | −6,2  | −3,6 | 2,6  | 9,8   | 16,2 | 21,5 | 23,7 | 22,4 | 17,6 | 10,5 | 2,2   | −5    | 9,3   |
| Средний суточный минимум, °C  | −11,7 | −8,9 | −3,2 | 3,0   | 9,6  | 15,1 | 17,6 | 16,3 | 10,6 | 3,6  | −3,5  | −10,2 | 3,2   |
| Абсолютный минимум, °C        | −37,2 | −35  | −30  | −18,8 | −5   | 3,3  | 5,0  | 2,7  | −4,4 | −15  | −22,7 | −33,3 | −37,2 |
| Норма осадков, мм             | 15    | 17   | 50   | 75    | 94   | 98   | 87   | 82   | 75   | 54   | 33    | 20    | 704   |
| Источник: NWS                 |       |      |      |       |      |      |      |      |      |      |       |       |       |

## Города-побратимы
- Лейк-Чарльз, США (1995)[7]
- Яманаси, Япония (2003)[8]

## Спорт

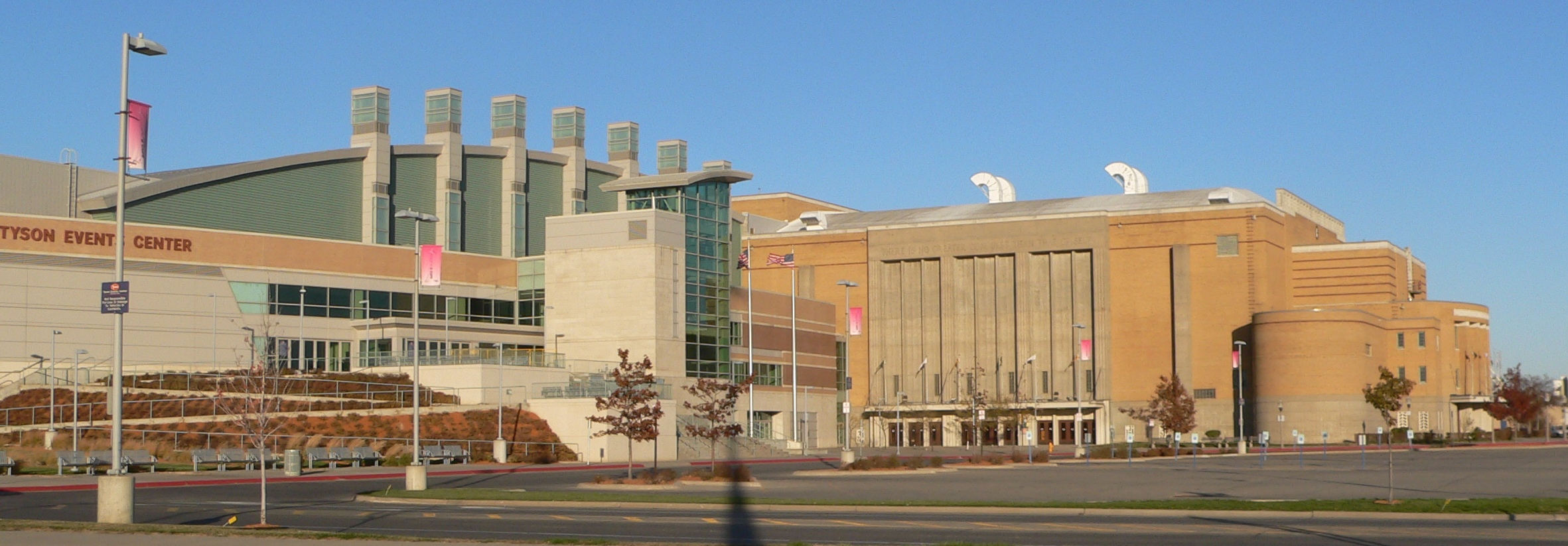
Тайсон Ивентс, спорткомплекс в Су-Сити

- В городе выступает команда по американскому индор-футболу «Су-Сити Бэндитс[англ.]», проводящая матчи в спорткомплексе «Тайсон Ивентс».
- Бейсбольный клуб «Су-Сити Эксплорерс[англ.]» играет в Американской ассоциации независимого профессионального бейсбола[англ.], проводит матчи на стадионе «Льюис энд Кларк Парк».
- Клуб по хоккею с шайбой «Су-Сити Макситирз[англ.]» выступает в Хоккейной лиге США, является трижды чемпионом Хоккейной лиги (1981/1982, 1985/1986, 2001/2002).
- Любительский клуб по роллер-дерби «Су-Сити Роллер Дэймз[англ.]».
- В конце XIX века именно здесь появилась команда по бейсболу «Су-Сити Корнхаскерс», которая позже переехала в Чикаго и прославилась как «Чикаго Уайт Сокс».